# Notanthura barnardi
Notanthura barnardi är en kräftdjursart som beskrevs av Théodore Monod 1927. Notanthura barnardi ingår i släktet Notanthura och familjen Anthuridae. Inga underarter finns listade i Catalogue of Life.